# Rached Ghannouchi
Ne doit pas être confondu avec Mohamed Ghannouchi.
Rached Ghannouchi (arabe : راشد الغنوشي), de son vrai nom Rached Kheriji (راشد الخريجي), né le 22 juin 1941 à El Hamma, est un homme d'État tunisien.
Islamiste et anciennement lié au khomeinisme révolutionnaire,,, il est le chef d'Ennahdha, parti politique tunisien et organisation islamiste proche des Frères musulmans, il vit en exil à Londres du début des années 1990 jusqu'à son retour en Tunisie à la suite de la révolution tunisienne en 2011, événement qui marque la légalisation du parti. En 2019, il est élu président de l'Assemblée des représentants du peuple.
Dans un contexte répressif aggravé,,,, il est condamné à un total de quatre ans et trois mois de prison dans plusieurs affaires et incarcéré en avril 2023. Le 5 février 2025, il est condamné à 22 ans de prison pour « conspiration contre la sûreté de l'État ».

## Biographie

### Formation
Ghannouchi, né Rached Kheriji, commence une instruction religieuse en apprenant le Coran et les bases du fiqh. Une fois le Coran appris en entier, il suit son instruction primaire à El Hamma dans une école du type kabbenite. Cette école enseigne les langues arabe et française ainsi que les bases des sciences dures. En découvrant que son fils Rached, à peine douze ans, commence à oublier le Coran, son père interrompt sa scolarité et le fait travailler dans les champs. Faute de moyen pour l'autoriser à reprendre ses études dans une école conforme à ses exigences, celui-ci attend que ses fils aînés terminent leurs études à la Zitouna et commencent à travailler. Après l'obtention d'un poste de juge par son aîné, le père de Rached peut enfin l'envoyer dans cette école. Il s'installe à Tunis, en 1956, où il poursuit ses études à la Zitouna, jusqu'à l'obtention d'un diplôme en théologie, le tahsil, en 1962,. Ce brevet lui permet d'exercer comme instituteur d'arabe dans les écoles primaires.
Avec seulement le tahsil, cycle qui clôt quatre années d'études après un cycle primaire nommé taahil (arabe : التأهيل), l'université tunisienne lui est interdite ; il envisage alors de partir à l'étranger pour poursuivre ses études. Il entame, pendant un an, des études de langue allemande au centre culturel allemand, en espérant que cela lui ouvre une porte vers l'Europe, mais en vain. Il devient, ensuite, instituteur à El Ksar et y enseigne pendant un an. Il obtient un passeport et part pour l'Égypte en 1964, via la Libye, envisageant de poursuivre une formation à la faculté d'agriculture de l'université du Caire, d'autant plus qu'il est alors un admirateur du nassérisme. Mais, après plus de quatre mois de tentatives quotidiennes pour s'inscrire auprès de la faculté, il ne parvient pas à valider son inscription. Ghannouchi accuse Habib Bourguiba, via l'ambassade de Tunisie au Caire, d'être derrière ces refus. Toutefois, conséquence du conflit politique entre Bourguiba et Salah Ben Youssef, l'ambassade interdit aux étudiants tunisiens de rester en Égypte ; Ghannouchi se rend alors à Damas, où il peut bénéficier d'une bourse d'études accordée aux étudiants par Bourguiba. Il entame des études de philosophie, qu'il interrompt quelques mois plus tard à la suite de la suspension de sa bourse,. Faute d'argent, il part pour un voyage de six mois en Europe, visitant la Turquie, la Bulgarie, la Yougoslavie, l'Autriche, l'Allemagne et la France, vivant de petits boulots à chaque étape. Rached Ghannouchi considère cette expérience, dans un entretien avec François Burgat, comme un autre élément qui l'a « préparé à accepter la critique du nationalisme arabe comme n'étant pas islamique mais occidental ». Puis il retourne à Damas, où il décroche un diplôme de philosophie.
C'est en 1967, au moment de la Guerre des Six Jours, que « la défaite est venue bien sûr apporter un soutien essentiel au discours islamiste » alors que, selon ses mots, sa « mutation (vers l'islamisme) s'était déjà opérée ». Il se solidarise alors avec des islamistes, rencontre les Frères musulmans, lit « les livres de Sayyid Qutb, ceux de Muhammad Qutb, Abû 'Ala al-Mawdûdi, Muhammad Iqbal, Malek Bennabi et quelques écrits anciens d'Al-Ghazali et Ibn Taymiyya ». En 1968, Ghannouchi se rend en France dans le but de poursuivre ses études à la Sorbonne. Il commence par des cours gratuits de perfectionnement de la langue française pour les étrangers à l'Alliance française. Là, il commence à militer parmi les étudiants arabes et musulmans et rejoint la Jamaat Tabligh. Il est alors actif dans les activités de prédication de l'organisation dans les quartiers peuplés d'immigrés nord-africains.
Il rentre au pays en 1969 et obtient un poste de professeur dans le secondaire, pour enseigner l'instruction civique et religieuse, sachant qu'à l'époque le diplôme du baccalauréat n'est pas indispensable pour cette matière et que cette fonction est souvent accordée aux anciens de la Zitouna. Plus tard, il devient enseignant de philosophie islamique, en langue arabe, dans un lycée du petit village de Mansoura, proche d'Essouassi ; il exerce cette profession pendant dix ans.

### Militantisme islamiste

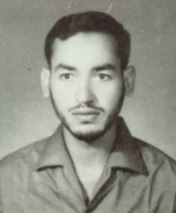
Rached Ghannouchi en 1967.

Ghannouchi rentre en Tunisie où le président Bourguiba a pris des mesures tendant à la laïcisation de la société. Mais déjà, une nouvelle importance est accordée à l'instruction religieuse par Bourguiba, dans l'intention de contrer l'orientation marxisante du mouvement syndical et universitaire, après que « le député Youssef Rouissi, l'ingénieur Béchir Sadiki et la professeure de philosophie Hind Chelbi, tous trois affiliés au Parti socialiste destourien (PSD), demandent au régime d'accorder une place plus importante à la référence islamique. Ainsi, dès le début des années 1970, le régime autorise et lance la construction de mosquées dans les écoles et les usines, l'éducation religieuse devient une discipline à part entière dans les programmes scolaires, la consommation d'alcool est réglementée »,. Le 19 juin 1967 apparaît, dans ce contexte de progressive participation sociopolitique, l'Association pour la sauvegarde du Coran, créée par la direction du culte ; se retrouvent dans des locaux prêtés par le PSD les islamo-destouriens et les futurs dirigeants du parti islamiste, dont les principales figures sont Ghannouchi, Abdelfattah Mourou et Hmida Ennaifer. Mourou et Ghannouchi commencent alors à prêcher dans les écoles secondaires, les universités et les mosquées avec un groupe de jeunes dont Habib Mokni, Salah Karker, Fadhel Beldi et Slaheddine Jourchi qui vont former la Jamâa Al-Islamiya (« Groupe islamique »).
Cette association commence par organiser son congrès constitutif en avril 1972, dans une ferme de Mornag, bourgade située à une vingtaine de kilomètres au sud-ouest de Tunis. Une quarantaine de militants prennent part à ce conclave clandestin, dans le but d'une participation politique plus combative, formant le cercle islamiste qui sera à la base de la formation, au début des années 1980, du Mouvement de la tendance islamique (MTI).
Les intellectuels du groupe commencent à s'exprimer publiquement dans les pages du mensuel Al-Maarifa dont le premier numéro paraît en 1974. Le journal augmente son tirage jusqu'à 25 000 exemplaires en 1979 et, par ce biais, Ghannouchi accuse Bourguiba d'avoir fait le choix de la laïcité dans le seul but de s'opposer à l'islam. Cet accroissement des polémiques s'explique aussi par la conjoncture internationale et l'affaiblissent du système du parti unique bourguibien, sur fond d'agitation syndicale et ouvrière après la chute politique du socialiste Ahmed Ben Salah. Rached Ghannouchi et les islamistes de Jamâa Al-Islamiya peuvent alors s'appuyer sur le discours du dirigeant libyen Mouammar Kadhafi qui appelle à l'unité arabe, soutenu en Tunisie par Mohamed Masmoudi et le réfugié palestinien Abou Iyad, et critiquer le retrait de Bourguiba des accords de Djerba, signés le 12 janvier 1974, conduisant à une première interdiction du journal Al-Maarifa. Toutefois Ghannouchi et ses alliés islamistes s'éloignent de la doctrine panarabe kadhafiste du moment que Kadhafi, comme déjà le président égyptien Nasser, est hostile aux Frères musulmans.
En 1977 intervient la première scission au sein de la Jamâa Al-Islamiya. Slaheddine Jourchi, l'un des fondateurs, représentant l'aile dite de « la gauche islamiste » quitte le mouvement. Ces islamistes modérés remettent en cause la doctrine rigide de Sayyid Qutb et Hassan el-Banna et par conséquent le projet entier des Frères musulmans comme solution pour la société tunisienne. Jourchi fonde plus tard, avec Hmida Ennaifer, autre dissident de la mouvance islamiste, le mouvement des islamistes progressistes.
Dans les colonnes des journaux Al-Moujtamaa et Al-Habib, qu'ils parviennent aussi à contrôler dès 1978, les intellectuels islamistes commencent à aborder ouvertement la question de l'instauration d'un « État islamique ». Créée au même moment par l'un des piliers du mouvement, Habib Mokni, la maison d'édition Dar al-Raya, basée dans la médina de Tunis, aide à diffuser l'idéologie des Frères musulmans parmi les lecteurs tunisiens. Entretemps, les heurts sur les campus universitaires se multiplient : « Les prétextes sont divers : interruption des cours à l'heure des prières, tenues vestimentaires des femmes jugées non conformes aux préceptes de l'islam, non-respect du jeûne du ramadan. Peu à peu, les interventions des islamistes investissent tous les lieux sociaux. En septembre 1977, pour faire respecter le jeûne du ramadan, les islamistes manifestent à Sfax et ferment cafés et restaurants après les avoir détruits ».
Roland Jacquard fait de Rached Ghannouchi un « inspirateur » d'actes violents commis au nom de l'islamisme qui refuse de se déclarer ouvertement : « Selon la plupart des services de renseignement occidentaux, ces prédicateurs, qui inspirent la conduite de la nébuleuse islamique, mais qui refusent de s'affirmer en tant que chefs, sont aujourd'hui au nombre de six : Omar Abdul Rahmane, Mohamed Hussein Fadlallah, Ghannouchi, Gulbulddine Hekmatyar, Hassan al-Tourabi et le mollah Omar ».

### Conflits avec le pouvoir

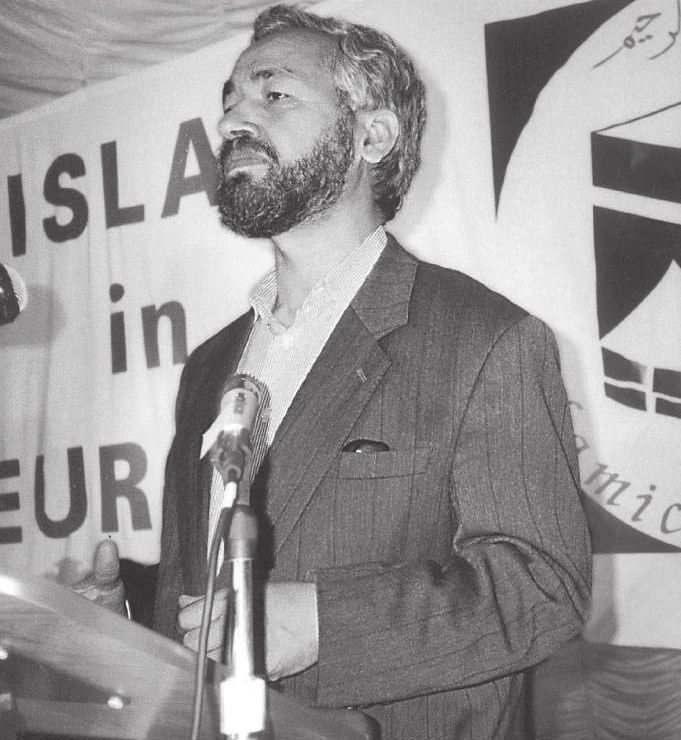
Rached Ghannouchi lors d'un meeting.

À cause de son implication dans la violence et le terrorisme, comme l'incendie d'institutions éducatives dans le but de paralyser l'université et de la prendre en otage (rapporté par la Ligue tunisienne des droits de l'homme), actes de vitriolage contre l'imam de la mosquée du Kram et contre un gardien de la paix de la région de Jendouba, le mouvement est rapidement la cible de la répression et Ghannouchi est conduit à plusieurs reprises devant les tribunaux. Condamné à onze ans de prison (trois ans purgés) en 1981, amnistié en août 1984 et retourné ensuite à la lutte intestine, il est à nouveau condamné aux travaux forcés à perpétuité le 27 septembre 1987. Néanmoins, cette condamnation n'est pas considérée comme suffisante par le président Bourguiba qui ordonne un nouveau procès destiné à obtenir la peine de mort. Il n'a pas lieu en raison de la destitution de Bourguiba, Ghannouchi étant gracié par le nouveau président Zine el-Abidine Ben Ali le 14 mai 1988. En remerciement, il lui exprime sa confiance dans une interview publiée le 17 juillet par le journal Assabah. Par ailleurs, il rejette la violence, promet que les islamistes ne s'infiltreront plus dans l'armée et la police et reconnaît le Code du statut personnel comme étant « dans l'ensemble [...] un cadre propre à organiser les relations familiales ». En effet, Salah Karker, l'un des hauts dirigeants d'Ennahdha, a reconnu que l'organisation avait commandé un coup d'État pour le 8 novembre 1987 en infiltrant l'armée : 
« Les sympathisants du MTI au sein de l'armée préparaient un coup d'État, prévu pour le 8 novembre suivant. Cette décision a été adoptée par le bureau politique du mouvement islamiste [...] Nous n'avions pas d'autre issue [...] le régime nous avait déclaré la guerre. »

En 1994, Ghannouchi explique cette tentative de coup d'État de la manière suivante : 
« Quant à la tentative [de coup d'État] militaire, elle n'était qu'une initiative pour faire face à un régime qui avait déclaré qu'il voulait éradiquer le mouvement [...] Ce plan [de tentative de coup d'État] s'est mis en route en dehors du mouvement et en l'absence de la plupart de ses institutions, bien que certains éléments de la direction y aient pris part. »
Face au nouveau contexte politique, il dépose début 1989 une demande pour légaliser le MTI, devenu plus tard Ennahdha, mais celle-ci est refusée en juin de la même année.

### Exil
En conflit avec Sadok Chourou pour la présidence d'Ennahdha, que ce dernier refuse de lui céder après son élection lors d'un congrès, et confronté à la nomination au ministère de l'Éducation, le 11 avril 1989, du juriste et président-fondateur de la Ligue tunisienne des droits de l'homme, Mohamed Charfi, opposé au projet islamiste, Ghannouchi s'exile à Alger le 28 mai 1989. À la suite du coup d'État d'Omar el-Bechir au Soudan, il se rend à Khartoum, où il est reçu par l'islamiste Hassan al-Tourabi, dirigeant des Frères musulmans soudanais. Ghannouchi adopte progressivement l'idéologie de Tourabi sur le panislamisme, dont le Soudan est devenu le bastion pendant les années 1990, et cite l'exemple du Soudan comme une réussite de l'islam politique pendant de longues années, avant de changer sa pensée politique, à la suite de la déroute de l'expérience soudanaise, et se tourne vers la Turquie et son chef Recep Tayyip Erdoğan. Dans un discours, prononcé à Khartoum le 30 août 1990, et à la suite de l'invasion du Koweït par l'Irak, il appelle « à la destruction des intérêts, partout dans le monde, de tout pays qui projette de s'attaquer à l'Iraq ». Il obtient un passeport soudanais qui lui permet de voyager et ne le rend que lorsqu'il obtient l'asile politique au Royaume-Uni. Il se retrouve à nouveau à la tête d'Ennahdha en novembre 1991,. La même année, il s'installe à Acton, dans la banlieue ouest de Londres, et obtient le statut de réfugié politique en août 1993. Entre-temps, le tribunal militaire de Tunis le condamne par contumace, le 28 août 1992, comme d'autres dirigeants du mouvement à la détention à perpétuité pour complot contre le président.
À la fin des années 1990, la direction connaît des dissensions opposant Abdelfattah Mourou, cofondateur du mouvement et partisan de la normalisation, à Ghannouchi. Le journal Le Monde signale, en août 1994, la démission d'un membre du bureau politique du mouvement Ennahdha résidant à l'étranger, Fouad Mansour Kacem, candidat aux élections législatives d'avril 1989 dans la région de Tunis : « M. Kacem reproche à son chef, Rached Ghannouchi, de manquer de méthode claire « de préférer la force à la raison », de tenir des discours enflammés [sic], irresponsables et non réalistes dont l'affrontement avec le pouvoir ayant entraîné l'emprisonnement et l'exil de beaucoup d'autres ».
L'entrée de plusieurs pays, dont les États-Unis, l'Égypte et le Liban, lui sont interdites. En mars 1995, il est expulsé du territoire espagnol.
À partir de 2005, Ghannouchi est de plus en plus ouvertement contesté au sein de son mouvement. Cette contestation met en opposition la ligne du chef d'Ennahdha, qui prône l'opposition frontale au régime de Ben Ali, à la ligne de la « réconciliation nationale » prôné aussi bien par une partie des troupes nahdhaouis que par des figures historiques du mouvement comme Mourou et Doulatli.

### Retour en Tunisie en 2011
Le 30 janvier 2011, il rejoint pour la première fois son pays d'origine après la chute du régime de Zine el-Abidine Ben Ali. Il déclare ne pas être candidat à la présidentielle, ni à aucun autre poste de responsabilité politique, la priorité étant la reconstruction d'Ennahdha. Il reste flou quant à ses intentions aux élections législatives.
Après l'élection de l'assemblée constituante, le 23 octobre, il déclare que s'il ne lui reste plus rien à faire en Tunisie, le monde musulman est vaste et qu'il pourrait y jouer un rôle en tant que vice-président de l'organisation mondiale des savants musulmans.

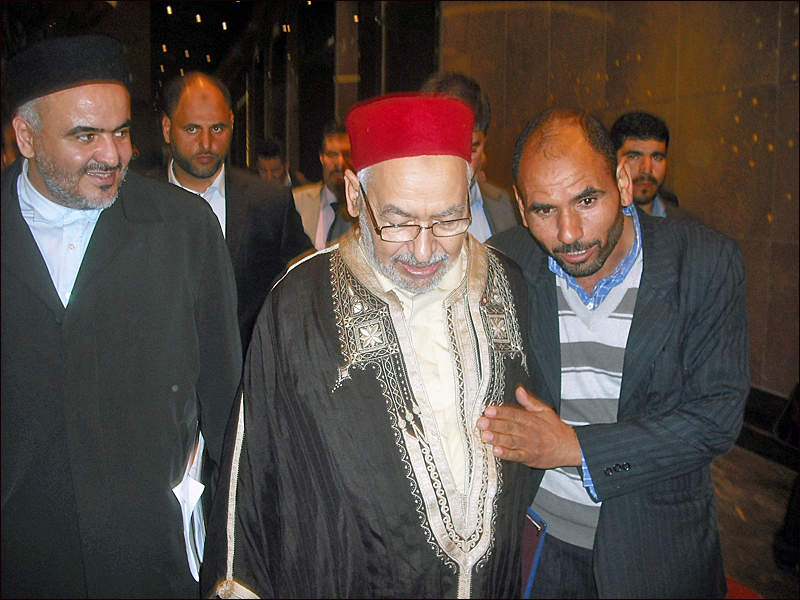
Rached Ghannouchi en visite en Libye en décembre 2011, accompagné d'Ali al-Sallabi (à sa droite), l'un des principaux leaders islamistes libyens.

Cependant, après la victoire d'Ennahdha aux élections, Rached Ghannouchi multiplie les visites dans les pays voisins (Algérie et Libye) et au Qatar — où il est à chaque fois reçu par les plus hauts responsables de ces pays — ainsi qu'aux États-Unis. En Libye, il s'affiche avec l'ancien responsable d'Al-Qaïda à Bagdad, Abdelhakim Belhadj et qu'il revoit un an après lors de l'hospitalisation de ce dernier à Tunis. Il prend aussi une position claire en faveur du Conseil national syrien.
Au terme du congrès du parti, tenu du 12 au 16 juillet 2012, Ghannouchi est confirmé comme président du nouveau bureau exécutif. À partir de la création du mouvement islamique en Tunisie, en 1972, et jusqu'en 2014, Ghannouchi en est le chef pendant 34 ans.
À l'occasion des élections législatives du 6 octobre 2019, il est élu député de la première circonscription de Tunis. Le 13 novembre, il est élu président de l'Assemblée des représentants du peuple,.

### Depuis 2021
Le 25 juillet 2021, le président de la République Kaïs Saïed invoque l'article 80 de la Constitution, limoge le gouvernement Mechichi avec effet immédiat, annonce la suspension de l'assemblée — dont il lève l'immunité des membres —, la formation d'un nouveau gouvernement — qui sera responsable devant lui — et sa décision de gouverner par décrets ; il indique également qu'il présidera le parquet. Ennahdha dénonce aussitôt un « coup d'État ».
Rached Ghannouchi est arrêté le 17 avril 2023 à son domicile, après avoir indiqué redouter une « guerre civile » si l'islam politique, la gauche ou toute autre composante politique était « éradiqué » en Tunisie, dans un contexte où une vingtaine d'opposants au régime ainsi que des personnalités du monde politique ou des affaires sont incarcérés depuis début 2023. Son arrestation suscite l'inquiétude des Nations unies, de l'Union européenne, de la France, du Royaume-Uni, de la Turquie, de l'Allemagne, des États-Unis et de la Malaisie. Ennahdha déclare le lendemain qu'il considère l'arrestation de son président comme un enlèvement car ni ses proches ni ses avocats n'ont d'information sur le lieu et les conditions de sa détention. Le 15 mai, il est condamné à un an de prison pour « apologie du terrorisme » et à une amende de 1 000 dinars.
Le 26 avril 2023, huit figures du nationalisme arabe, notamment l'Égyptien Hamdine Sabahi et le Palestinien Mounir Chafiq, publient un communiqué appelant à la libération de Ghannouchi. Le 18 mai, un appel de plus de 190 universitaires et académiciens européens et américains demandant sa libération est publié, parmi les signataires se trouve Charles Taylor, John Esposito, Francis Fukuyama, Olivier Roy, François Burgat, Noam Chomsky, Larry Diamond et Burhan Ghalioun. Le 31 octobre, un tribunal durcit en appel à quinze mois de prison ferme une condamnation pour apologie du terrorisme prononcée à son encontre.
Le 1er février 2024, Rached Ghannouchi est condamné à trois ans supplémentaires de prison par le tribunal de Tunis, pour financement étranger illicite. Le 13 juillet, sa condamnation à trois ans de prison est confirmée par la chambre criminelle du pôle judiciaire et financier.
Le 5 février 2025, il est condamné à 22 ans de prison pour « conspiration contre la sûreté de l'État » alors que son fils Mouadh, sa fille Soumaya et son gendre Rafik Abdessalem sont condamnés à 35, 25 et 34 ans de prison.

### Débat politique et controverses
Malgré la reconnaissance officielle de son parti, son rôle dominant sur la scène politique du pays est le sujet de controverses politiques, notamment après les déclarations favorables de son chef vis-à-vis du mouvement islamiste palestinien du Hamas, ainsi que la protection assurée à la Ligue de protection de la révolution, dénoncée par l'opposition et les médias comme une milice à la solde d'Ennahdha, répressive de la liberté d'opinion, de réunion et d'information,,.
Le 25 février 2013, Jeune Afrique, par la plume de Marwane Ben Yahmed, faisant suite au malaise politique et aux polémiques suivant l'assassinat de l'avocat et défenseur de la laïcité Chokri Belaïd, prend position et publie un article de dénonciation intitulé Rached Ghannouchi, l'homme qui a trahi la révolution tunisienne.
Dans le contexte du conflit armé opposant au djebel Chambi, près de la frontière entre l'Algérie et la Tunisie, les forces de l'ordre à des membres de la mouvance terroriste djihadiste, ses déclarations sont pointées du doigt pour leur ambiguïté morale face au salafisme djihadiste,,. Parlant des salafistes, et notamment des djihadistes d'Ansar al-Charia, Ghannouchi affirme dans une vidéo publiée début 2012 sur les réseaux sociaux que « la majorité des salafistes sont porteurs d'une nouvelle culture et qu'ils ne sont pas une menace pour la sécurité du pays ». L'organisation Ansar al-Charia a pu se développer dans toutes les régions de la Tunisie pendant la période où Ennahdha préside le gouvernement, de décembre 2011 à août 2013, date où le gouvernent classe ce mouvement en tant qu'organisation terroriste. Une vidéo de Ghannouchi, diffusée en octobre 2012, explique avec beaucoup de détails la relation qu'entretient Ghannouchi avec les salafistes. Malgré le fait qu'Ennahdha est au pouvoir pendant la période de transition, il demande de la patience aux salafistes et argumente que « les médias, l'économie, l'administration sont aux mains des laïcs. L'armée n'est pas garantie [à Ennahdha] et la police n'est pas garantie » et conclut que l'appareil d'État est encore entre leurs mains. Jusqu'à sa sortie du gouvernement, en janvier 2014, le parti de Ghannouchi n'a pu réaliser l'objectif de toute organisation, issue des Frères musulmans et qui arrive au pouvoir, qui consiste à une emprise sans partage sur l'appareil d'État et la domestication de tous les contre-pouvoirs existants. Ce projet s'appelle tamkin (arabe : التمكين) et fait partie de l'idéologie des Frères musulmans ; ce projet consiste en l'islamisation complète de la société et à l'installation définitive du parti islamiste au pouvoir. Certains objectifs consistent en :
- l'infiltration des couches populaires à travers les mosquées, les prédicateurs et le contact direct afin de les mobiliser en soutien au mouvement islamiste dans les manifestations, les mobilisations populaires et les élections ;
- la mainmise sur tous les appareils stratégiques de l'État comme les médias, la justice, la police, l'armée et la haute administration (islamisation de l'État) ;
- une alliance objective avec les pays occidentaux sur des objectifs non avoués qui leur permettent d'avoir le champ libre pour mener leur politique à l'interne[91].

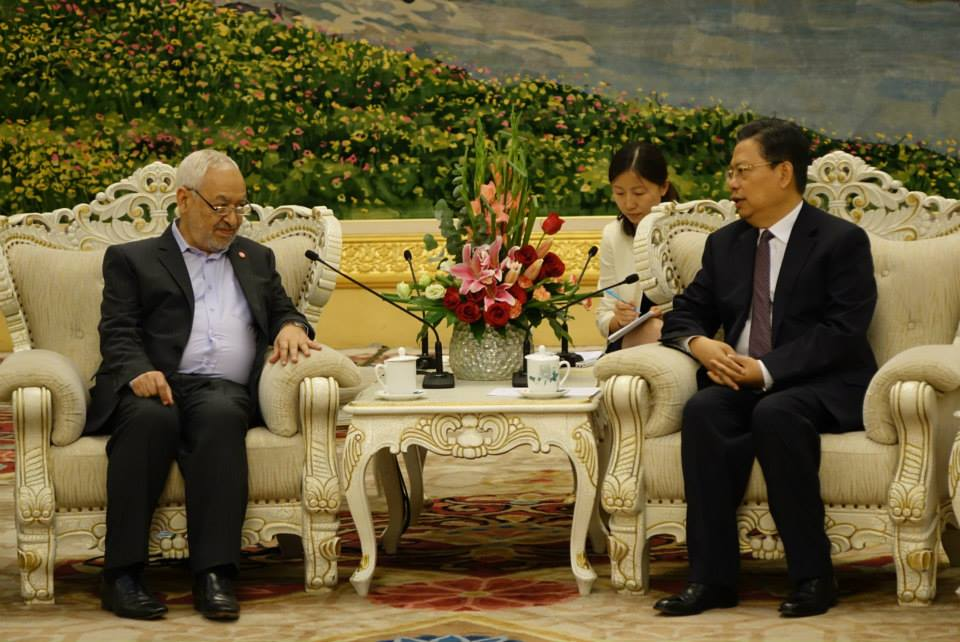
Rached Ghannouchi avec Zhang Dejiang à Pékin en 2014.

Lors de l'attaque terroriste conduisant à la mort et à la mutilation de huit soldats de l'armée tunisienne, survenue le 29 juillet 2013 au djebel Chambi, ses responsabilités, au sein d'Ennahdha, dans la manipulation de l'affaire par les chaînes satellitaires Zitouna TV et Al Moutawasset provoquent de vives condamnations de la part des autorités et de la presse algériennes.
Les ouvrages de Rached Ghannouchi font l'objet de critiques de fond sur sa pensée anti-progressiste et stigmatisant la laïcité, comme de la part du libre penseur et théologien Mohamed Talbi, qui considère que son appel à la démocratie n'est pas sincère car il est un salafiste, et le salafisme et la démocratie ne peuvent pas être compatibles. L'écrivain et ancien professeur à la faculté des sciences de Tunis, Larbi Bouguerra, critique la thèse de son livre La femme dans le Coran et le vécu des musulmans (1984) : « Le texte, qui attribue au bourguibisme tous les défauts et notamment le dévergondage et les mœurs dissolues, affirme que pour redresser la barre et sauver le pays du stupre, le courant islamiste « s'oppose avec force au travail féminin hors du foyer et à la mixité dans les établissements d'éducation ». Pour faire bonne mesure, il prône la polygamie, « un devoir religieux et non un remède exceptionnel » tient-il à souligner ».
À la suite de l'attentat du musée du Bardo en mars 2015, Ghannouchi publie un article dans le journal Le Monde intitulé « Musulmans modérés et laïcs, tous unis contre le terrorisme ! » et faisant l'amalgame entre islamistes et musulmans. Il oppose, volontairement, les « musulmans modérés » aux « laïcs », laissant croire que ces derniers ne sont pas de « bons musulmans ». En mai 2016, à la suite d'un entretien accordé au journal Le Monde, le leader du parti Ennahda déclare qu'« il n'y a plus de justification à l'islam politique en Tunisie », dans un contexte post-révolutionnaire où le débat identitaire et religieux s'est imposé.
Le 13 octobre 2016, Rached Ghannouchi crée la polémique en affirmant dans le quotidien de langue arabe Al-Quds al-Arabi, que « Daech représente l'islam en colère » et précise que « lorsqu'on est en colère, on peut se laisser aller jusqu'à commettre des folies »,. Ces propos provoquent la colère de certains responsables des unités spécialisées dans la lutte contre le terrorisme. Un cadre sécuritaire précise que « dans l'esprit des extrémistes, les sécuritaires combattent des musulmans voire l'islam et justifient le qualificatif de tâghoût (ceux qui transgressent le droit divin) que nous collent les terroristes. Cela conforte les éléments terroristes dans leur extrémisme, qui serait une simple colère, et nous met concrètement en danger ». Rached Ghannouchi fait à nouveau l'amalgame entre islamistes et musulmans et tente, vainement, de blanchir les daéchiens.

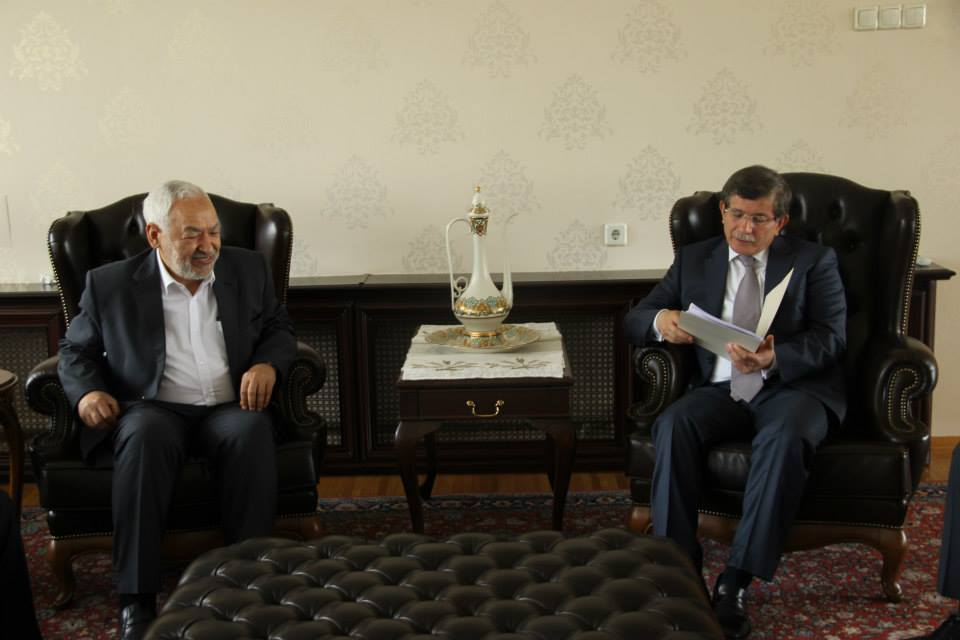
Rached Ghannouchi avec Ahmet Davutoğlu à Ankara en 2014.

En août 2017, lors d'une émission télévisée, Rached Ghannouchi annonce qu'il ne souhaite pas que le chef du gouvernement, Youssef Chahed, se porte candidat à la présidentielle de 2019. Cette déclaration, qui « presse Youssef Chahed à annoncer sa non-candidature à la présidentielle de 2019 », lance un débat autour de la candidature de ce dernier.
En avril 2018, il déclare qu'Ennahdha est désormais un parti démocratique qui n'a pas de prétentions hégémoniques.
En octobre 2020, il désigne Mohamed Ghariani, le dernier secrétaire général du Rassemblement constitutionnel démocratique de Ben Ali, comme conseiller chargé du dossier de la justice transitionnelle et de la réconciliation nationale, alors que l'Instance vérité et dignité avait pointé sa responsabilité pénale dans la répression de l’insurrection de janvier 2011.

### Fortune
Selon le journal Al-Anwar, Rached Ghannouchi détiendrait une fortune estimée à 2 700 millions de dinars (environ 819 millions d'euros) ; il posséderait des comptes en Suisse ainsi que des participations dans trois entreprises en France. Ennahdha répond qu'aucune preuve factuelle n'est avancée et dénonce des accusations diffamatoires.
En juillet 2022, un tribunal tunisien gèle son compte bancaire.

### Vie privée
Rached Ghannouchi est marié avec une Tunisienne prénommée Fatma. De cette union, naissent deux garçons et quatre filles :
- Mouadh, l'aîné des garçons, est directeur de cabinet de son père au sein du parti et l'accompagne à des sommets internationaux comme au Forum de Davos en 2012[106] ;
- Bara, né en 1980, suit des études de droit à l'université de Londres et de droit islamique à l'université al-Azhar du Caire ;
- Tasnim, sa fille aînée, est docteur en sociologie[107] ;
- Yusra, titulaire d'un master en astrophysique, finit un doctorat sur le genre au XVIIIe siècle dans le monde arabe. Elle est porte-parole d'Ennahdha à l'international et c'est elle qu'Ennahdha envoie sur les plateaux de la BBC et de Sky News[108] ;
- Soumaya, titulaire d'un master de philosophie de l'université de Londres[109] et chercheuse à la School of Oriental and African Studies de Londres, signe régulièrement des articles dans le quotidien The Guardian à partir de 2006 ; elle est mariée avec Rafik Abdessalem[110],[111], ministre des Affaires étrangères du gouvernement Jebali ;
- Intissar, sa fille cadette, née en 1985 et diplômée en droit de l'université de Cambridge et de la London School of Economics[112], exerce le métier d'avocate spécialisée dans la défense des droits de l'homme[113] ; elle est mariée avec le fils d'un officier de l'armée poursuivi dans l'affaire de Barraket Essahel[114].

Les membres de la famille Ghannouchi vivent en Tunisie jusqu'en 1991, année où ils franchissent illégalement la frontière de nuit vers l'Algérie. Après deux ans de séjour, ils rejoignent leur père, Rached, au Royaume-Uni, où il obtient le statut de réfugié politique et vit à Ealing, à l'ouest de Londres,.
On attribue également à Rached Ghannouchi une deuxième épouse d'origine soudanaise.

## Distinctions

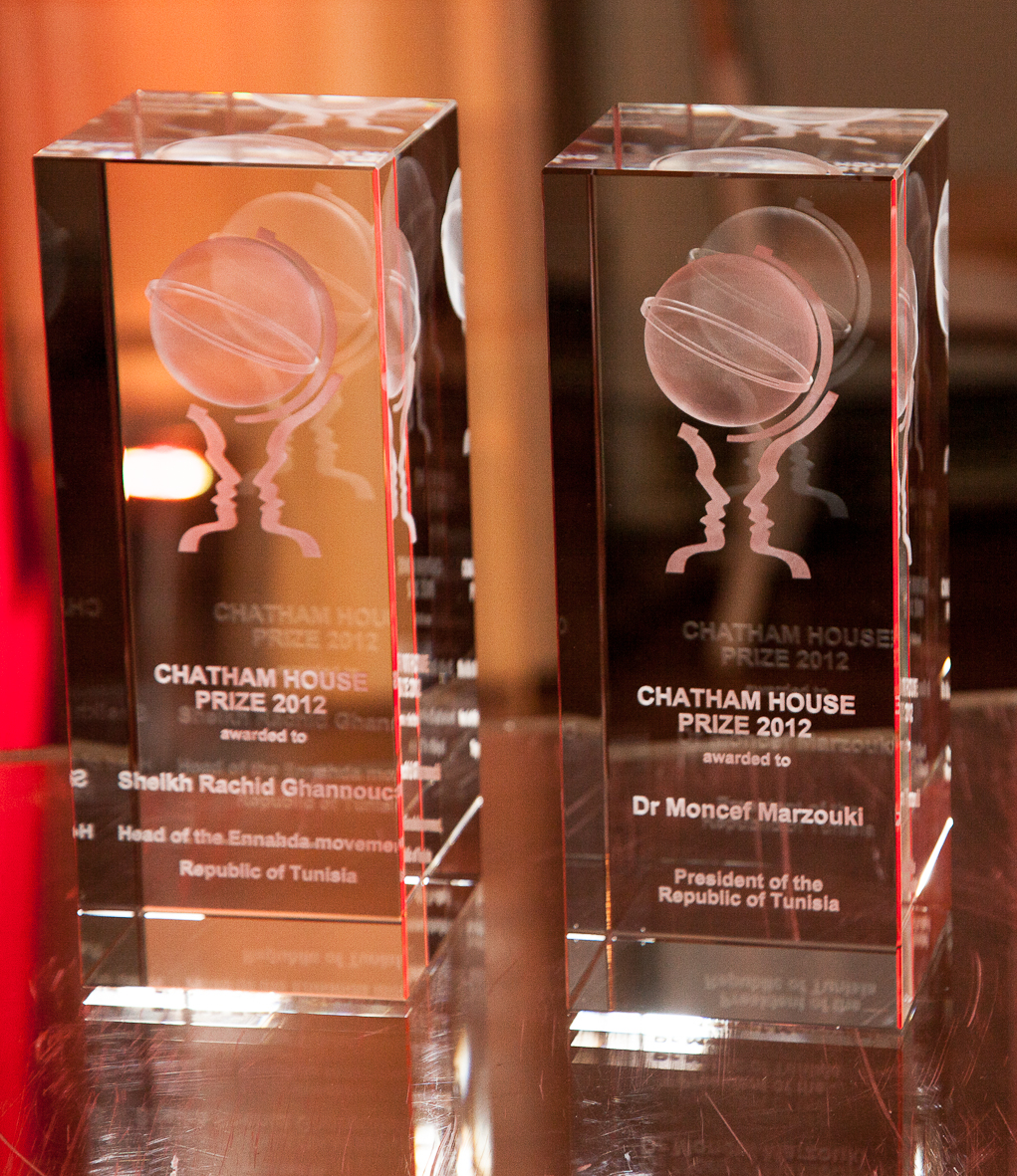
Prix Chattam House décerné en 2012.

- 2011 : Classé parmi le Top 100 Public Intellectuals Poll par Foreign Policy[117] ;
- 2012 : Prix Chatham House décerné par le Royal Institute of International Affairs en 2012 (reçu avec Moncef Marzouki)[118] ;
- 2014 : Prix Ibn Rochd de la pensée libre[119] ;
- 2014 : Classé parmi les 50 Africains les plus influents du monde par Jeune Afrique[120] ;
- 2015 : Prix In Pursuit of Peace Award dans la catégorie Founder's Award décerné par l'International Crisis Group (reçu avec Béji Caïd Essebsi)[121] ;
- 2016 : Prix Gandhi pour la paix[122] ;
- 2017 : Docteur honoris causa de l'université internationale islamique de Malaisie (en)[123] ;
- 2018 : Classé par Global Influence dans la liste des personnalités arabes les plus influentes[124].

## Publications
- (ar) La question palestinienne à la croisée des chemins (القضية الفلسطينية في مفترق الطرق) ;
- (ar) Le droit de la différence et le devoir d'unité (حق الاختلاف و واجب وحدة الصف) ;
- (ar) Notre chemin vers la civilisation (طريقنا إلى الحضارة), Beyrouth, Dar El Marefah, 1975
- (ar) Nous et l'Occident (نحن و الغرب) ;
- (ar) Rébellion sur le silence (تمرد على الصمت) ;
- (ar) Les libertés publiques dans l'État islamique (الحريات العامة في الدولة الإسلامية), Beyrouth, Centre d'études de l'unité arabe, 1993
- (ar) Droits de la citoyenneté : les droits des non-musulmans dans la communauté islamique (حقوق المواطنة: حقوق غير المسلم في المجتمع الإسلامي), Herndon, International Institute of Islamic Thought, 1993  (ISBN 9781565641013) ;
- (ar) Le destin chez Ibn Taymiyya (القدر عند ابن تيمية), Londres, Maghreb center for Research and translation, 1999
- (ar) Approches de la laïcité et de la société civile (مقاربات في العلمانية و المجتمع المدني), Londres, Maghreb Center for Research and Translation, 1999
- (ar) La femme entre le Coran et la réalité des musulmans (المرأة بين القرآن و واقع المسلمين), Londres, Maghreb Center for Research and Translation, 2000
- (ar) Le mouvement islamique et la question du changement (الحركة الإسلامية و مسألة التغيير), Londres, Maghreb Center for Research and Translation, 2000
- (ar) De l'expérience du mouvement islamique en Tunisie (من تجربة الحركة الإسلامية في تونس), Londres, Maghreb Center for Research and Translation, 2001
- (ar) La marche de l'éveil islamique (مسيرة الصحوة الإسلامية), Djeddah, Raya Center for Intellectual Development, 2005
- (ar) Rébellion contre l'interdit : critique du silence et révélation du silence (تمرد على الممنوع : نقد الصمت و البوح بالمسكوت عنه) [entretien avec Houssem Chérif], Doha, Bila Houdoud, 2005
- (ar) La modération politique de l'imam Youssef al-Qaradâwî (الوسطية السياسية عند الإمام يوسف القرضاوي), Damas, Al Naqed Center, 2009
- (ar) La démocratie et les droits de l'homme en islam (الديمقراطية و حقوق الإنسان في الإسلام), Doha, Arab Scientific Publishers/Al Jazeera Centre for Studies, 2012  (ISBN 9786140103139).
- Au sujet de l'Islam [entretien avec Olivier Ravanello], Paris, Plon, 2015[125]